# Charles P. Boyle
Charles P. Boyle (ur. 26 lipca 1892, zm. 28 maja 1968) – amerykański operator filmowy. Nominowany w 1945 roku do Oscara za najlepsze zdjęcia – filmy kolorowe za Podnieść kotwicę reżyserii George’a Sidneya.

## Filmografia
| Rok  | Tytuł                          |
| ---- | ------------------------------ |
| 1926 | Ucieczka                       |
| 1930 | Mamba                          |
| 1938 | Przygody Robin Hooda           |
| 1950 | Życie w siodle                 |
| 1952 | Bitwa na przełęczy Apaczów     |
| 1953 | Miasto pod wodą                |
| 1955 | Davy Crockett, król pogranicza |
| 1956 | Polowanie na lokomotywę        |
| 1957 | Johnny Tremain                 |
| 1957 | Żółte psisko                   |